# Lionel Lewis
Lionel Lewis, né le 16 décembre 1982 à Singapour, est un footballeur international singapourien. Il évoluait au poste de gardien de but. 
Il est le gardien le plus capé en équipe de Singapour avec 75 sélections entre 2002 et 2011.

## Biographie

### Carrière en équipe nationale
Lionel Lewis joue son premier match en équipe nationale le 9 avril 2002 lors d'un match amical contre les Maldives (victoire 2-0). Il reçoit sa dernière sélection, le 15 novembre 2011 contre la Chine (défaite 4-0).
Il joue 12 matchs comptant pour les tours préliminaires de la coupe du monde, lors des éditions 2006, 2010 et 2014.
Au total, il compte 75 sélections officielles et 0 but en équipe de Singapour entre 2002 et 2011.

## Palmarès

### En club
- Avec le Geylang United :
  - Champion de Singapour en 2001

- Avec le Home United :
  - Vainqueur de la Coupe de Singapour en 2005 et 2011

### En sélection nationale
- Vainqueur du Championnat d'Asie du Sud-Est en 2004 et 2007

### Distinctions personnelles
- Meilleur joueur du Championnat d'Asie du Sud-Est en 2004